# Astragalus crotalariae
Astragalus crotalariae — вид квіткових рослин з родини бобових (Fabaceae). Ареал охоплює такі країни: США (Каліфорнія, Аризона); вид також був інтродукований до Мексики (Нижньої Каліфорнії).

## Середовище
Це кущиста багаторічна трав'яниста рослина, яка росте на піщаних, гравійних ділянках у чагарниковому середовищі пустелі Сонора. Цей вид також був знайдений у порушених середовищах існування, таких як узбіччя доріг. A. crotalariae, як і інші види астрагалів, є рослиною, що накопичує селен. Висота зростання: 60–250 метрів. Загрози для екорегіону, де зустрічається цей вид, включають випас худоби, сільське господарство, надмірне відкачування ґрунтових вод, урбанізацію та видобуток корисних копалин. Наразі невідомо, чи серйозно цей вид постраждав від будь-якої з цих загроз, але його необхідно буде контролювати, щоб переконатися, що популяція не скорочується.